# Minnesang

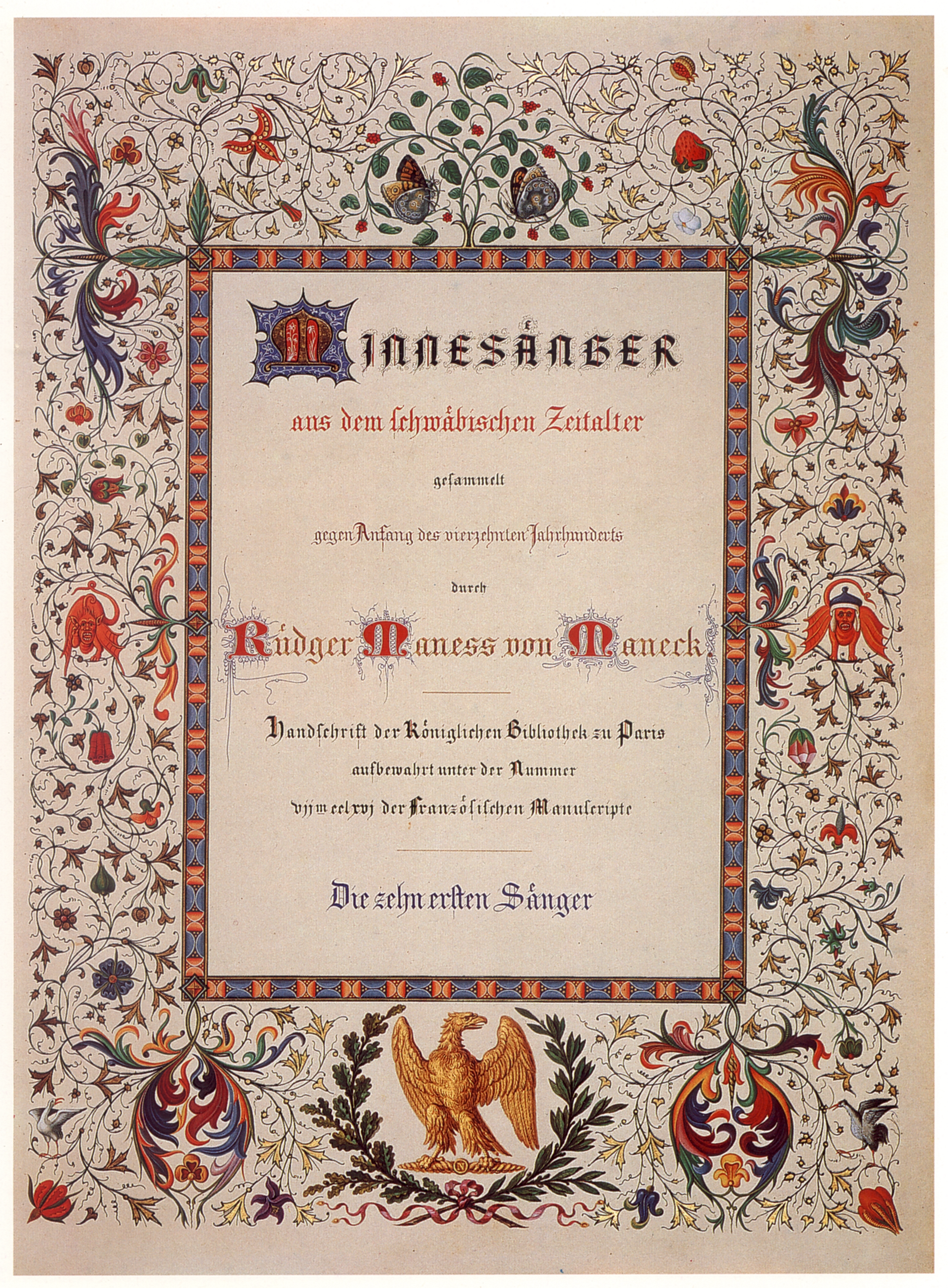
Raccolta di Minnesang del 1850

Il Minnesang (AFI: [ˈmɪnəˌzaŋ], lett. "canto d'amore") era un tipo di componimento lirico, spesso una canzone per l'appunto, scritto in alto tedesco medio nel periodo che va dal XII secolo al XIV secolo, il cui principale soggetto era l'amore.
I compositori e i cantori di minnesang erano detti Minnesänger (AFI: [ˈmɪnəˌzɛŋɐ]), in italiano raramente indicati anche col termine di minnesinghero, e possono venir considerati gli equivalenti tedeschi dei trovatori occitani. In mancanza di adeguate biografie, esiste un ampio dibattito su quale fosse di preciso la loro collocazione in seno alla struttura sociale del Sacro Romano Impero. Alcuni sostengono che appartenessero all'alta nobiltà - il codice Manesse del XIV secolo riporta infatti che fra questi personaggi erano presenti duchi, conti, re e persino l'imperatore Enrico VI - benché molti Minnesänger pare venissero appellati col titolo di Meister ("maestro"), cosa che fa immaginare che potessero trattarsi di persone di modesta estrazione sociale, mentre altri ancora sostengono che fossero vassalli dei grandi signori appartenenti alla nobiltà.
Comunque sia, i Minnesänger erano autori ed esecutori di minnesang che servivano presso le corti tedesche, come dimostra il fatto che Friedrich von Husen lavorasse alla corte di Federico Barbarossa e morì durante una Crociata; a questo proposito va detto che, per i suoi servigi quale Minnesänger, Walther von der Vogelweide divenne vassallo dell'imperatore Federico II di Svevia.
Molti dei più famosi minnesänger erano altresì famosi come autori di poesia epica.

## Storia
I primi testi sono datati intorno al 1150 e i primi a essere chiamati Minnesänger sono Der von Kürenberg e Dietmar von Aist chiaramente indicati in scritti della tradizione germanica della seconda metà del XII secolo.
I primi Minnesänger scrivono ancora sotto l'influenza dei trovatori provenzali e dei trovieri del nord della Francia.
Dal 1190 finalmente i compositori tedeschi si liberano dall'influenza francese e questo periodo viene detto del Minnesang classico, in cui i compositori sono alla ricerca di nuovi temi e nuove forme.
Gli ultimi Minnesang risalgono al 1230, dove dalla forma classica si passa a una certa elaborazione virtuosistica delle melodie.

## Melodie
Solo un piccolo numero di melodie legate ai minnesang sono pervenute ai nostri giorni in manoscritti, per lo più del XV secolo. Peraltro è molto difficile decifrare la notazione musicale e da qui la difficoltà di eseguire queste opere. Comunque, anche se le note possono essere decifrate, rimane problematica l'interpretazione del ritmo dal XII secolo.

## Sviluppi successivi
Nel XV secolo il minnesang si sviluppò ed evolse nella tradizione dei Meistersinger. Le due tradizioni sono alquanto differenti, in quanto i Minnesänger erano per lo più aristocratici, mentre i Meistersinger erano mercanti o gente comune, quindi d'estrazione borghese.
Almeno due opere hanno trattato il tema del minnesang: Tannhäuser  di Wagner e Guntram di Richard Strauss.

## Principali Minnesänger (in ordine cronologico)
- Der von Kürenberg

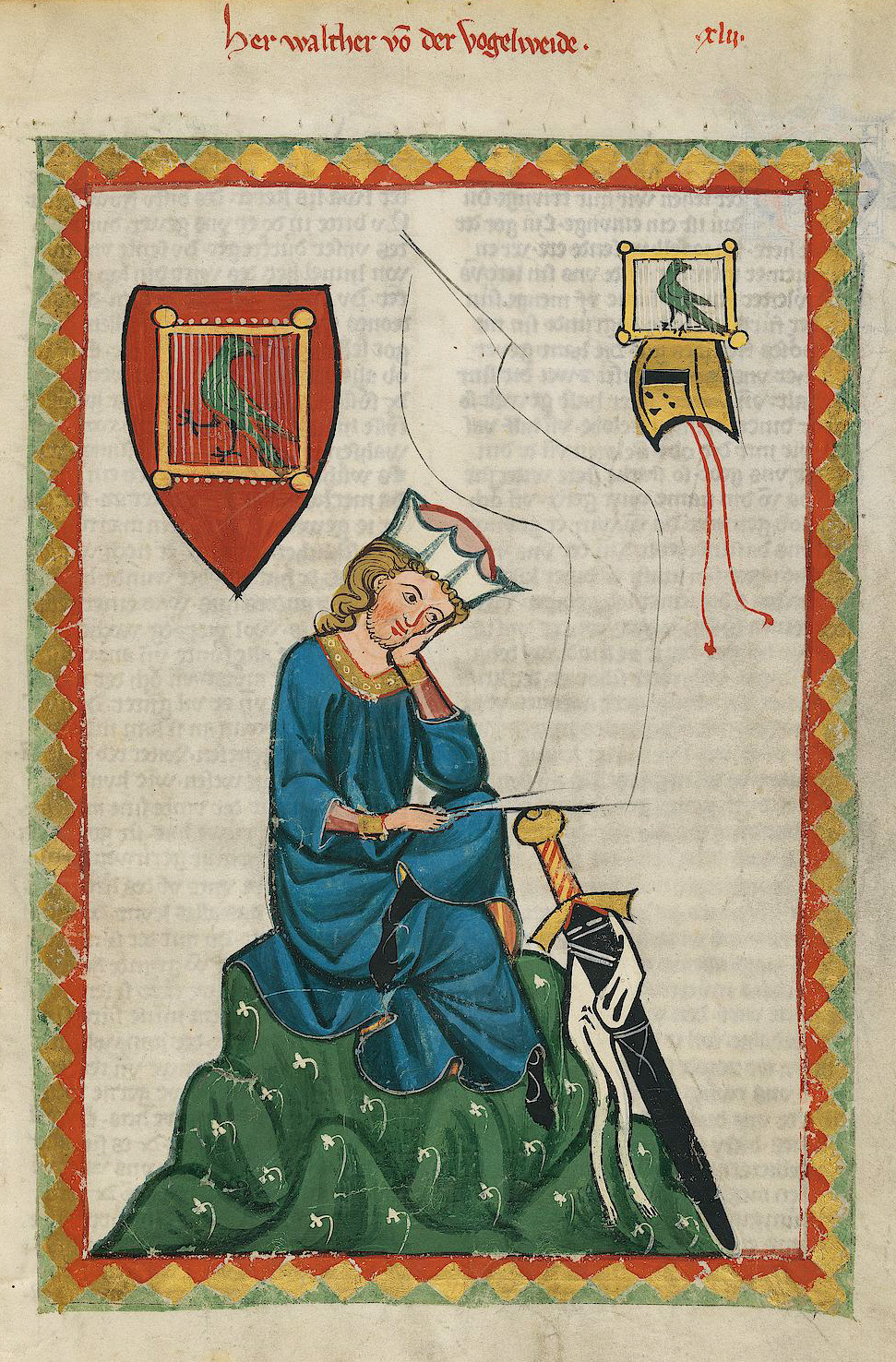
Walther von der Vogelweide (Codice Manesse, ca. 1300)

- Dietmar von Aist (prima del 1139 – dopo il 1171)
- Heinrich von Veldeke (ca 1150 – 1184)
- Friedrich von Hausen (ca 1150 – 1190)
- Albrecht von Johansdorf (prima del 1180 – dopo il 1209)
- Bligger von Steinach
- Konrad von Fußesbrunnen
- Heinrich von Morungen
- Reinmar von Hagenau (... - ca 1210)
- Enrico I di Anhalt (ca 1170 - 1252)
- Gottfried von Straßburg (ca 1180 – ca 1215)
- Friedrich von Leiningen
- Otto von Botenlauben
- Neidhart von Reuental (prima metà del XIII secolo)
- Gottfried von Neifen
- Burkart von Hohenfels
- Tannhäuser (ca 1200 - ca 1266)
- Ulrich von Liechtenstein (ca 1200 - 1275)
- Walther von Klingen (1240 - 1286)
- Johannes Hadlaub (... - 1306)
- Hugo von Montfort
- Meinloh von Sevelingen
- Rudolf von Fenis

## I dodicialte Meister
Dodici tra i Minnesänger, detti vecchi maestri o alte Meister, furono presi dal Meistersang come esempi cui riferirsi. Si tratta di:
- Walther von der Vogelweide (ca 1170 - ca 1230)
- Wolfram von Eschenbach
- Reinmar der Alte
- Heinrich von Meißen (ca 1260 - 1318)
- Corrado di Würzburg (1220/1230 - 1287)
- Konrad Marner
- Hartmann von Aue (1160 – presumibilmente tra il 1210 e il 1220)
- Heinrich von Mügeln
- Reinmar von Zweter (1200 - dopo il 1247)
- Bruder Wernher
- Friedrich von Sonnenburg
- Meister Boppe